# 몬타퀼라
몬타퀼라(이탈리아어: Montaquila)는 이탈리아 몰리세주 이세르니아도의 코무네다.